# Hipótesis agustiniana

La hipótesis agustiniana sugiere que el Evangelio de Mateo fue escrito primero. El Evangelio de Marcos fue escrito usando Mateo como fuente. Luego el Evangelio de Lucas fue escrito utilizando tanto Marcos y Mateo.

La hipótesis agustiniana es una solución al problema sinóptico, que se refiere al origen de los Evangelios del Nuevo Testamento. La hipótesis sostiene que Mateo fue escrito primero, por el evangelista Mateo (véase Evangelio de los hebreos y Evangelios judeocristianos). Marcos el Evangelista escribió en segundo lugar su Evangelio y utilizó a Mateo y la predicación de Pedro como fuentes. Lucas el Evangelista escribió su Evangelio y era consciente de los dos evangelios que lo precedieron. A diferencia de algunas hipótesis alternativas, esta hipótesis no se basa en, ni aboga por la existencia de cualquier documento que no se menciona explícitamente en el testimonio histórico. En cambio, la hipótesis se basa principalmente en el testimonio histórico, en lugar de la crítica textual, como la línea central de evidencia. El fundamento de evidencia para la hipótesis son los escritos de los Padres de la Iglesia: las fuentes históricas que datan tan pronto como la primera mitad del siglo II, que se han mantenido como autoritativos por la mayoría de los cristianos durante casi dos milenios. Por último, los adherentes a la hipótesis agustiniana lo ven como una solución simple, coherente al problema sinóptico.
La hipótesis agustiniana aborda algunos puntos fundamentales de discordia que rodean el problema sinóptico, como el grado de fiabilidad de la tradición cristiana primitiva; cual evangelio fue escrito primero; si hay otras fuentes desconocidas detrás de los evangelios; en qué medida, en ese caso, los evangelios fueron redactados usando ese material; y en qué medida los evangelios fueron alterados entre el momento en que fueron escritos originalmente y el tiempo de aparición de los primeros manuscritos sobrevivientes. Estas y otras cuestiones se plantean y las resoluciones alternativas son propuestas por los defensores de otras hipótesis, como la teoría de las dos fuentes, la hipótesis de Q, la hipótesis de Farrer, y otros.
Las dos principales áreas de discordia dentro de la comunidad agustiniana son si Mateo fue escrito originalmente en arameo usando escritura hebrea, o si el texto griego es el original, y si Marcos o Lucas fueron escritos en segundo lugar. Una versión modificada de la hipótesis agustiniana, conocida como la hipótesis de Griesbach, coincide en que Mateo se escribió primero y que Marcos dependía de Mateo, y no niega que el texto original en hebreo fue posteriormente traducido al griego, pero argumenta que Marcos también dependía de Lucas y por lo tanto que el Evangelio de Lucas precede a Marcos. Debido a la similitud de los puntos principales, esta hipótesis también es considerada como una posible modificación de la hipótesis agustiniana. Otra versión modificada de la hipótesis agustiniana es la hipótesis de Eta Linnemann y F. David Farnell, que postula dos Evangelios para las audiencias judías de la diáspora son requeridos por la norma mosaica de «dos testigos».

## Origen

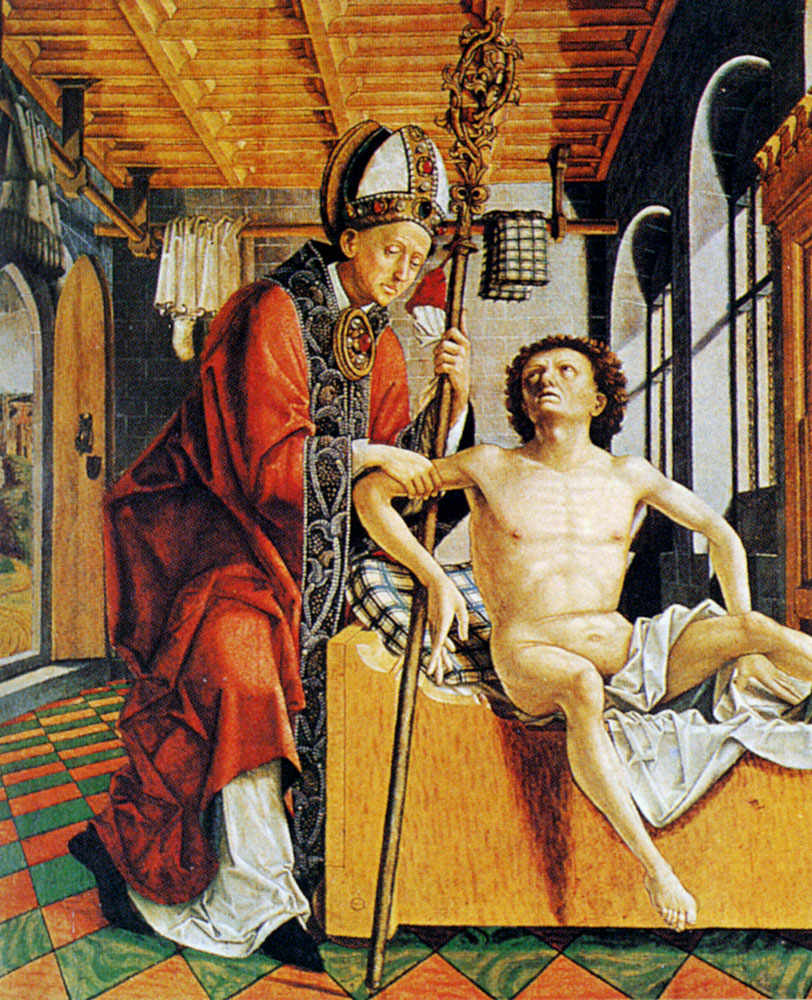
San Agustín de Hipona liberando un prisionero, de Michael Pacher (1430-1498).

La hipótesis toma su nombre de Agustín de Hipona, uno de los primeros obispos del siglo V y padre de la Iglesia, quien escribió:
Ahora, esos cuatro evangelistas, cuyos nombres han ganado la circulación más notable sobre todo el mundo, y cuyo número se ha fijado como cuatro, [...] se cree que han escrito en el orden que sigue: primero Mateo, a continuación Marcos, en tercer lugar Lucas, por último Juan.
De estos cuatro, es cierto, solamente de Mateo se cuenta que se ha escrito en la lengua hebrea; los otros en griego. Y sin embargo, puede parecer que han mantenido cada uno de ellos un cierto orden de la narración propia de sí mismos, esto ciertamente no debe ser tomado como si cada escritor individual eligió escribir en la ignorancia de lo que su predecesor había hecho [...].
Marcos fue célebremente desestimado por Agustín como «pedissequus et breviator Matthaei», «el asistente y abreviador de Mateo», en directo contraste con la visión más comúnmente sostenida en el mundo académico de hoy, que el Evangelio de Marcos fue el primero. Agustín también discutió los puntos en común entre los Evangelios sinópticos, incluyendo el lenguaje idéntico que se encuentra en Mateo, Marcos y Lucas. Agustín no fue el primero en articular este punto de vista, ya que Ireneo y Orígenes, entre otros, compartieron este orden. Sin embargo, Agustín fue el primer autor en dar un análisis textual académico detallado de la interdependencia de los tres textos, y en articular una teoría con el propósito expreso de explicar este hecho.

## La tradición antigua
Todos los Padres de la Iglesia que escribieron sobre el orden y la autoría de los evangelios canónicos apoyaron algunas ideas básicas de la hipótesis agustiniana. Los padres, cuyos escritos sobrevivieron y que escribieron sobre la autoría, son casi unánimes, coincidiendo en que el apóstol Mateo fue el autor, escribió primero, y lo hizo para los hebreos en su idioma. Un número de fuentes en la antigüedad afirmaba que Marcos escribió su Evangelio después de Mateo sobre la base de la predicación de Pedro. Varios elementos de esta tradición se encuentran en los escritos de Ireneo, Orígenes, Eusebio, et al.

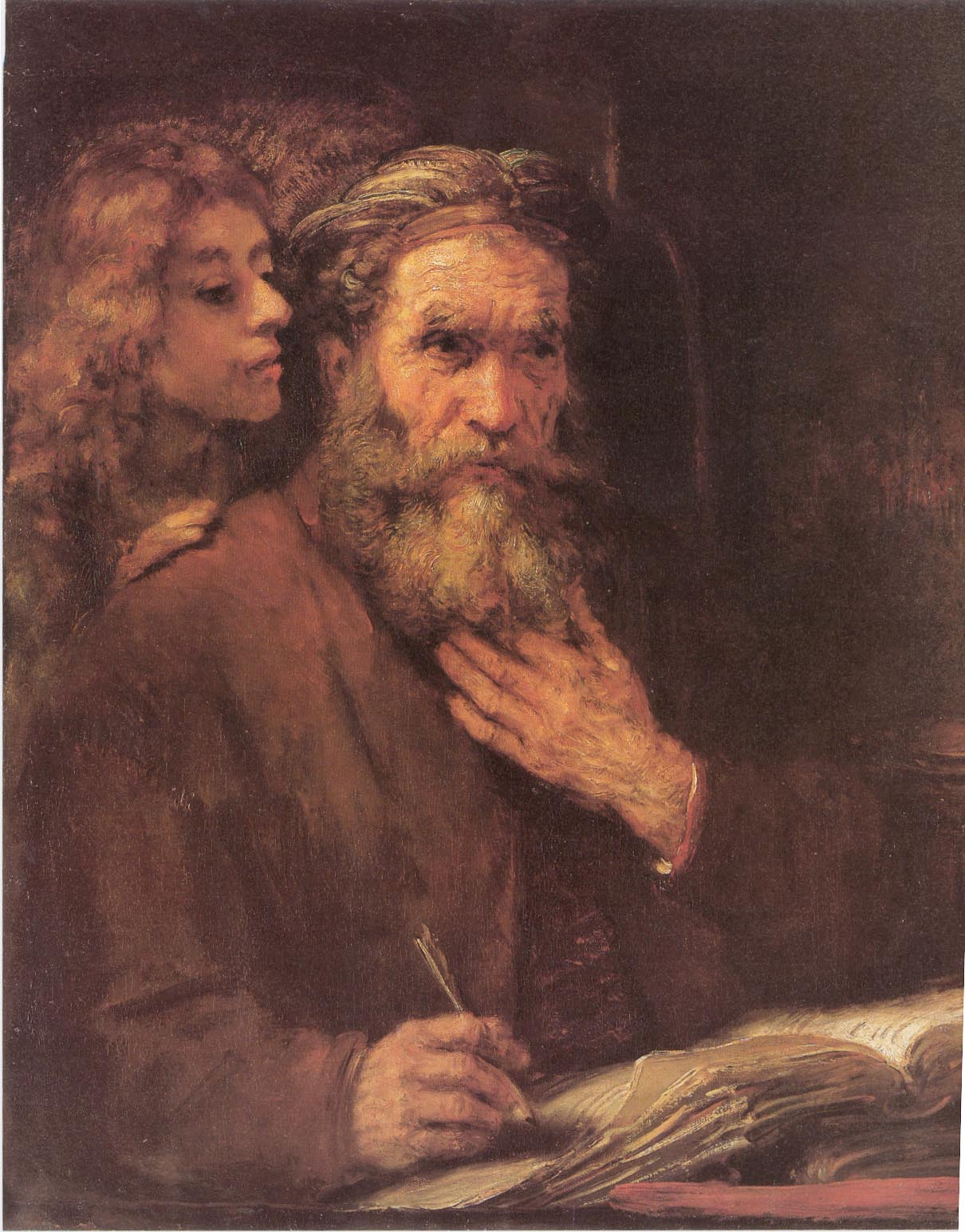
El evangelista Mateo inspirado por un ángel, de Rembrandt (1606-1669).

El texto del Evangelio mismo circuló con un título «Según Mateo», una tradición indiscutiblemente reconocida antes del final del siglo II. Además, el título «Según Mateo» se encuentra en los manuscritos más antiguos. Varios estudiosos han argumentado que el título debe estar fechado, a más tardar, hacia el año 125. Muchos estudiosos contemporáneos, sin embargo, creen que fue originalmente anónimo.
Las referencias más antiguas que sobreviven de la tradición del evangelio son citadas por Eusebio (c. 263-339), y diferentes pero relacionadas tradiciones aparecen en las obras de Papías (escribió durante la primera mitad del siglo II) y las obras de Clemente. Una tercera fuente antigua, Ireneo, también proporciona más información sobre las tradiciones, en especial la de Papías, y, posiblemente, añade una tercera tradición relacionada con las fuentes. Estas tradiciones relacionadas generalmente están de acuerdo en los puntos principales discordantes dentro de la hipótesis agustiniana, aunque no sin discrepancias. En lugar de verse como una refutación de la hipótesis, en cambio, estas discrepancias se citan a menudo en su defensa, ya que contradicen el argumento de que toda la tradición no es más que una repetición de la afirmación inicial de Papías (por lo tanto, si fuera así, el gran número de fuentes históricas que apoyan la teoría serían intrascendentes). En cambio, el ligero desacuerdo está realmente a favor de múltiples y cercanas tradiciones idénticas.

### Papías
Según Ireneo, Papías fue «un oyente de Juan y compañero de Policarpo, un hombre de los tiempos primitivos», que escribió un volumen de «cinco libros». La ventaja de la inmediatez histórica, como argumenta D.H. Fischer, es uno de los principales factores determinantes de la historicidad, y el padre de la iglesia Papías es una fuente muy temprana en lo que se refiere al testimonio que Mateo escribió su evangelio primero. Papías escribió lo siguiente:
Mateo compiló los dichos en el idioma hebreo, y cada persona los interpretaba como podía. [La «lengua hebrea» mencionada por Papías a menudo se ha interpretado como arameo].
Esto, también, el Anciano [Juan] solía decir. Marcos, que había sido intérprete de Pedro, escribió con cuidado, pero no en orden, todo lo que recordaba de dichos y hechos del Señor. Pues él no había escuchado al Señor o había sido uno de sus seguidores, sino posteriormente, como ya he dicho, uno de Pedro. Pedro adaptaba sus enseñanzas a la ocasión, sin hacer una disposición sistemática de los dichos del Señor, por lo que Marcos estaba bastante justificado en anotar algunas cosas tal como él las recordaba. Porque él tenía un solo propósito: no omitir nada de lo que había oído, y no hacer ninguna declaración equivocada al respecto.
Se ha argumentado, porque Papías no cita una autoridad para sus afirmaciones relativas a Mateo pero sí en relación con Marcos, que Mateo estaba ya plenamente aceptado en el momento de sus escritos.

### Clemente
Eusebio también registró una importante tradición de Clemente de Alejandría (m. ~213):
En los mismos volúmenes Clemente encontró espacio para una tradición de las autoridades primitivas de la Iglesia con respecto al orden de los evangelios. Es esto. Solía decir que los primeros evangelios fueron los que contienen las genealogías [Mateo, Lucas], mientras que Marcos se originó de la siguiente manera: Cuando, en Roma, Pedro había predicado abiertamente la palabra y por el Espíritu había proclamado el evangelio, el numeroso público instó a Marcos, que le había seguido durante mucho tiempo y recordaba lo que había dicho, a escribirlo todo. Esto lo hizo, haciendo su evangelio disponible para todos aquellos que lo querían. Cuando Pedro se enteró de esto, él no hizo ninguna objeción y no dio un estímulo especial. Por último, consciente de que los hechos físicos habían sido registrados en los evangelios, alentado por sus alumnos e irresistiblemente movido por el Espíritu, Juan escribió un evangelio espiritual.
Esta fuente afirma múltiples autoridades de la antigüedad, no solamente Papías; esto se toma como evidencia en contra de la opinión de que el testimonio de los Padres se basa únicamente en el testimonio de Papías. Además, la tradición de Clemente está de acuerdo con el punto significativo de la discordia: la prioridad de Mateo. Sin embargo, Clemente entra en conflicto con la hipótesis agustiniana en relación con el orden de Marcos y Lucas. La hipótesis de Griesbach intenta resolver la dificultad con respecto a este punto de controversia secundaria declarando que Lucas escribió antes que Marcos.

### Ireneo
Ireneo, que estaba familiarizado con la obra de Papías y que conocía a Policarpo y posiblemente incluso el apóstol Juan, escribió:
Ahora Mateo publicó también un libro del Evangelio entre los hebreos en su propio dialecto, mientras Pedro y Pablo estaban predicando el evangelio en Roma y fundando la Iglesia.
Ireneo da aquí otra tradición de acuerdo con Papías, aunque contiene más información. Esto ha sido tomado como evidencia de una tercera tradición, pero en armonía con Papías. Sin embargo, Ireneo coloca la composición de Marcos después de la muerte de Pedro, mientras que Clemente (y otros, como Orígenes y Eusebio) afirmaron que Pedro estaba vivo y aprobó el trabajo. No obstante, debido a que la hipótesis agustiniana no se ocupa de si Pedro estaba vivo en el momento de la composición de Marcos o no, esta discrepancia no es una base para la objeción a la teoría.
Una versión original en arameo de Mateo no existe en el sentido de que ninguna copia sobrevive en el idioma original hoy. Muchos defensores de la hipótesis agustiniana sostienen que el actual Mateo griego es una traducción completa del original Mateo arameo. Esta teoría tiene un fuerte apoyo en varios Padres de la Iglesia. Papías, Ireneo, Orígenes, Eusebio, Epifanio y Jerónimo: todos están de acuerdo que el Mateo original fue escrito en hebreo. Jerónimo incluso afirmó haber encontrado el original arameo de Mateo en la biblioteca de Pánfilo el mártir. Eusebio escribió en c. 325 que Panteno encontró una copia del Evangelio de Mateo escrito en hebreo en la India, y que había sido dejado allí por Bartolomé. En c. 376, Epifanio escribió que «no había duda» de que una secta en Palestina todavía utilizaba el texto original hebreo «tal como fue escrito originalmente». Y, por supuesto, Agustín también repitió esta tradición. Otros autores que apoyaron la tradición y que deben añadirse son Panteno, Atanasio, Juan Crisóstomo, Cirilo de Jerusalén, Gregorio Nacianceno, y otros.

## El renacimiento agustiniano
La posición agustiniana, y la similar hipótesis de Griesbach, ha atraído el interés reciente, especialmente de B. C. Butler, John Wenham, W. R. Farmer y otros, como una alternativa de solución al problema sinóptico, y ha sido utilizada como una refutación académica de la prioridad marcana, la hipótesis de Q, y la teoría de las dos fuentes. Butler argumentó que aceptar la prioridad de Mateo vuelve posible prescindir del hipotético documento Q en conjunto, una posición que él apoya en argumentos relativos a la inadmisibilidad de apelar a Q como una explicación racional de los casos en los que Mateo parece ser más original que Marcos. Farmer argumenta que una modificación de la hipótesis agustiniana, ordenando Mateo–Lucas–Marcos, eliminó todos los motivos de la existencia de Q, una posición cuya credibilidad fue reconocida por W.C. Allen y otros. Del mismo modo se ha señalado que las diferencias entre los evangelios sinópticos se explican fácilmente por efectos de los autores que por diferentes redacciones u omisiones debido a la ignorancia forzada. Por otra parte, en contra de ciertos argumentosde que el «primitivismo» de las ideas dentro de los Evangelios es el factor determinante en su interdependencia literaria, se observa que la definición de «primitivismo» conlleva dificultades obvias.

### Posición moderna
Recientemente, los eruditos modernos que aceptan alguna forma de la hipótesis agustiniana han intentado desarrollar un argumento detallado explicando el origen teórico de los evangelios. Había una necesidad percibida de esto en respuesta a las teorías alterntivas recientes, expresadas por Bernard Orchard: «la hipótesis de dos documentos y la prioridad de Marcos siguen siendo sólo hipótesis, no dogmas infalibles, y han permanecido seguros durante tanto tiempo, principalmente porque no hay nadie que haya sido capaz de ofrecer ninguna alternativa satisfactoria». El centro de este proceso es la suposición de que el desarrollo del Evangelio debe entenderse como una reacción a las diversas necesidades de desarrollo de la iglesia primitiva.
John Wenham argumentó que, en la Iglesia primitiva de Jerusalén, no habría habido una necesidad temprana para la producción de un registro escrito para incrementar la «atmósfera de espontaneidad» dentro de la cual los apóstoles, discípulos y testigos habrían dado instrucciones. Las razones para esto, afirmó, fueron: la necesidad de la instrucción cuando ningún profesor cualificado estaba disponible, la necesidad de coherencia y precisión en lo que se enseñaba mientras se extendía por las primeras comunidades cristianas dispersas, y por la necesidad básica de la evangelización. Wenham también argumentó que Mateo fue una elección natural, ya que, como recaudador de impuestos, habría tenido la alfabetización necesaria, así como sus recuerdos de primera mano, y quizá incluso anotaciones. Otros han observado que las persecuciones en Palestina y la amenazante dispersión de los cristianos, habrían sido un factor de motivación para un texto de la vida de Jesús.
La mayoría hebrea en la composición de la Iglesia primitiva se ha visto como el apoyo de la primacía aramaica. Además del material tradicional (los testimonios patrísticos), otro tipo de apoyo para una Mateo arameo avanzó en los últimos años, incluyendo la teoría de que el evangelio hebreo medieval de San Mateo en Even Bohan podría ser una versión corrupta del original.
Bernard Orchard identificó el período anterior como una «primera fase» del desarrollo de los Evangelios, que se distinguen de la fase posterior de los acontecimientos del año 42:
Un salvaje persecución de la Iglesia, iniciada por Herodes Agripa I en el año 42, fue la señal para la dispersión de los apóstoles ahora en posesión del Evangelio de Mateo, el instrumento necesario para apoyar y confirmar su predicación, mientras que al mismo tiempo preservaba su unidad teológica. Se completó la primera fase y la segunda fase de la expansión de la Iglesia estaba a punto de comenzar con la misión de Pablo.
El centro de la caracterización de Orchard de esta nueva segunda fase es la distinción entre una orientación principalmente hebrea y una orientación principalmente griega, centrándose no solo en los judíos convertidos al cristianismo, sino que los gentiles conversos también. Esto, según él, resultó en tres eventos clave: la traducción del Mateo original al griego; la producción del Evangelio de Marcos, en el contexto de la predicación de Pedro a los conversos de habla griega en Roma, y la autoría de Lucas de su Evangelio bajo la instrucción de Pablo. Cita en apoyo de esto los comentarios de Clemente, Ireneo y otros que afirman que el Evangelio de Marcos fue escrito por Marcos, un seguidor del apóstol Pedro, sobre la base de sus discursos. Orchard se opuso a la pretensión de que el Evangelio de Marcos debió haber sido escrito primero, ya que contiene menos información que Mateo y Lucas, al postular que Pedro decidió no hablar sobre ciertos temas, como las narrativas de nacimiento y la resurrección, ya que no había sido testigo directo de los acontecimientos. La idea de que Pedro emplea Mateo en su predicación fue apoyada por B.C. Butler, pero no por John Wenham, quien en vez explicó la estructura similar argumentando simplemente que Marcos utiliza tanto su recuerdo de su instrucción en el Evangelio de Mateo y su memoria de la predicación de Pedro para escribir su propia síntesis.
La asociación del Evangelio de Lucas con Pablo el apóstol, que es atestiguada por la tradición, ha llevado a algunos a afirmar que Lucas estaba con Pablo durante su encarcelamiento en Roma, o por lo menos a colocar la fecha de composición antes del año 70 y la caída de Jerusalén. El autor de Lucas también escribió en su prólogo que él empleó diversas fuentes en la composición de su obra. Wenham argumentó que un exceso de este tipo de material, junto con las restricciones de la longitud del rollo, fue una de las causas de su notoria omisión de material que se encuentra en Mateo y Marcos.
Un erudito moderno inusual que apoyó la idea de que los evangelios sinópticos eran de una fecha próxima, concretamente antes del 70, fue John Robinson. Aunque considerado generalmente un teólogo liberal, sus puntos de vista con respecto al desarrollo de los Evangelios fueron consistentes con la hipótesis agustiniana. Él escribió en su obra Redating the New Testament [Re-datando el Nuevo Testamento] que la erudición pasada se basó en una «tiranía de las suposiciones asumidas» y una «ceguera casi voluntaria», concluyendo que el Nuevo Testamento fue escrito antes del año 64 y que no hay evidencia convincente o poca evidencia de cualquier tipo que cualquier cosa en el Nuevo Testamento refleja el conocimiento de la destrucción del Templo. Por otra parte, en relación con los cuatro evangelios, según Norman Geisler:
Robinson coloca a Mateo hacia [el año] 40 o a más tardar en [el año] 60; Marcos, aproximadamente entre [el año] 45 al 60; Lucas, lo más temprano en [el año] 57 o a más tardar en [el año] 60; y Juan, entre [el año] 40 o a más tardar en [el año] 65.